# Kecamatan Karang Baru
Kecamatan Karang Baru (indonesiska: Karang Baru) är ett distrikt i Indonesien.   Det ligger i provinsen Aceh, i den västra delen av landet, 1 500 km nordväst om huvudstaden Jakarta.